# Alfred de Montesquiou (1794-1847)
Pour les autres membres de la famille, voir Maison de Montesquiou.
Alfred de Montesquiou-Fezensac, né le 23 novembre 1794 à Saints et mort le 28 août 1847 à Paris, est un aristocrate et officier français.

## Biographie
Issu d’une des plus anciennes et prestigieuses familles de la noblesse féodale de Gascogne, montée à Paris à l’époque des mousquetaires, Alfred-Félix de Montesquiou est le fils de Charlotte Le Tellier de Montmirail et du marquis Pierre de Montesquiou-Fezensac, futur dignitaire et comte du Premier Empire. Il est le frère cadet d'Anatole de Montesquiou-Fezensac, futur général et pair de France.
Suivant l'exemple de son aîné, Alfred sert dans la Grande Armée. Nommé sous-lieutenant de cavalerie le 2 avril 1813, il est placé au 4e régiment de hussards le 13 mai suivant. 
Promu lieutenant le 5 août 1813, il prend part la même année à la campagne d'Espagne. Le 31 décembre, il est décoré de la Légion d'honneur. 
Aide-de-camp du maréchal Berthier lors de la campagne de France (1814), il est chargé par Napoléon de transmettre la nouvelle de la victoire de Montmirail à l'impératrice Marie-Louise.
Nommé officier d'ordonnance de Napoléon le 3 mai 1815, il est élevé au grade de chef d'escadron par décret du 21 juin suivant. Cette promotion sera cependant annulée, lors de la Seconde Restauration, par une ordonnance royale du 1er août 1815. 
Mis en non-activité, Alfred de Montesquiou accepte cependant de jurer fidélité à Louis XVIII en 1816. Nommé gentilhomme honoraire de la chambre du roi le 8 juin 1825, il est également promu officier de la Légion d'honneur l'année suivante.
Le 17 août 1832, Alfred et son frère aîné Anatole sont admis comme membres de la Société de géographie.
Au matin du 28 août 1847, le comte Alfred de Montesquiou est retrouvé mort, le cœur percé par un coup de poignard, dans sa chambre du no 12 de la rue Monsieur. Des lettres retrouvées sur les lieux prouvent qu'il s'agit d'un suicide. Plusieurs rumeurs courent alors sur les raisons de son geste, l'une d'elles spéculant sur d'importantes pertes d'argent. Son frère devra démentir ces bruits en affirmant qu'Alfred de Montesquiou n'avait pas perdu sa richesse mais qu'il était « atteint du spleen au dernier degré ».

### Mariage et descendance
Le 19 octobre 1817, il épouse Madeleine Barbe Cuillier-Perron (Coël, 20 septembre 1801 - château du Fresne, Authon, 1er juillet 1869), fille du général Pierre Cuillier-Perron et de Madeleine Déridan, sa première épouse. A la mort de son père, en 1834, elle hérite du château du Fresne. Le couple aura huit enfants : 
- Zilia de Montesquiou Fezensac (Paris, 6 octobre 1818 - Paris 7e, 2 juin 1886), mariée à Paris en 1839 avec François Lacuée, comte de Cessac, auditeur au conseil d'Etat (1812-1883), fils de Jean Girard Lacuée, comte de Cessac, général de division, député, pair de France, ministre de la Guerre, et de Sibille du Blanc de Brantes. Dont postérité. Tous deux ont notamment pour descendante Mme Anne-Aymone Giscard d'Estaing, cf. la note 5 de l'article consacré à son frère aîné Anatole et le site[8] ;                                        ;
- Edgard de Montesquiou Fezensac, non marié (Paris 24 mars 1820 - château de La Chenuère, Saint Georges de la Couée, 9 août 1896) ;
- Gonzalve de Montesquiou Fezensac, non marié (Paris, 25 janvier 1822 - Ivry sur Seine, 11 mars 1893) ;
- Cécile de Montesquiou Fezensac (Paris, 5 avril 1823 - Paris 8e, 31 mai 1886), mariée avec Gérard Lacuée, vicomte de Cessac (1819-1886), frère de François, supra, dont postérité ;
- Arsieu de Montesquiou Fezensac, saint-cyrien, capitaine de cavalerie (château de Villebon, 14 août 1825 - Paris 7e, 28 février 1882), marié en 1851 avec Cécile de Charette de Boisfoucauld (1826-1895), dont une fille laissant postérité ;
- Raymond de Montesquiou-Fezensac (château de Villebon, 20 août 1827 - Nanterre, 11 octobre 1905), marié avec Joséphine Balla veuve Thiébaud, mère du journaliste Georges Thiébaud. Sans descendance ;
- Arthur de Montesquiou Fezensac, non marié (château de Villebon, 16 février 1829 - Paris, 28 juin 1805) ;
- Ludovic de Montesquiou Fezensac, non marié (Paris, 4 novembre 1831 - Paris 6e, 13 février 1902)[9].